# Bomboniere

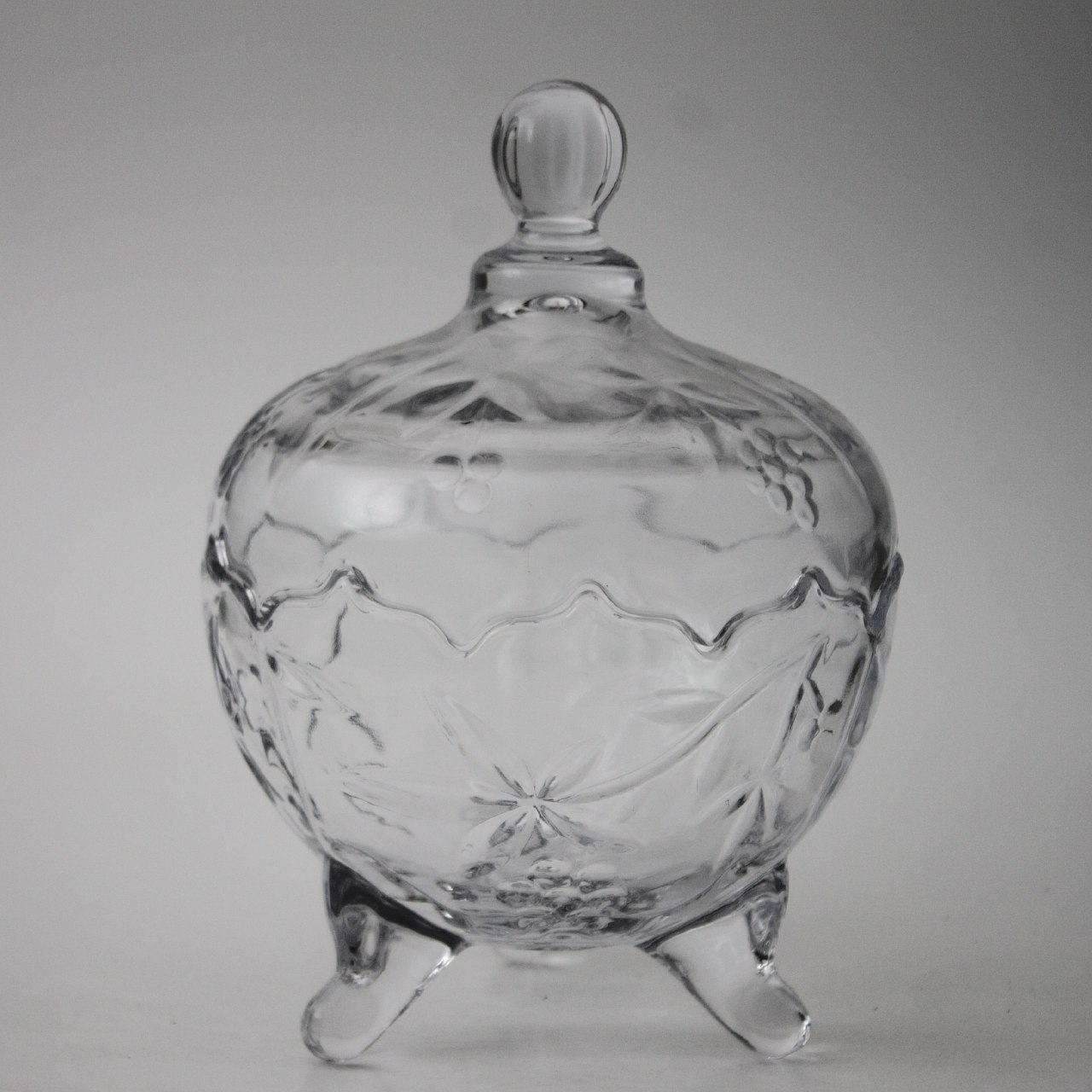
Bomboniere de vidro

Bombonière é um tipo de loja,  um pequeno estabelecimento comercial onde se vendem alimentos, doces, balas, chicletes, chocolates, refrigerantes, cafés, chás, sucos, salgadinhos, salgados, guloseimas em geral , sorvetes, etc, como uma loja de conveniências. Por serem usualmente  instaladas em ambientes pequenos, normalmente dentro de espaços maiores, tais como shoppings, teatros, centro de convenções, lojas de departamento, livrarias, etc., é um espaço reservado a lanches rápidos e artigos de consumo imediato; habitualmente, não há a preparação de comidas e sucos naturais neste locais, pois demandam instalações mais complexas.

## Utensílio
Por extensão, o termo também pode significar um pequeno recipiente de formato oval, confeccionado normalmente em vidro ou cristal , servindo para guardar pequenos objetos e utensílios ou podendo servir também como objeto de decoração.
O objeto pode ser facilmente usado para compor a decoração do ambiente, acompanhando o design do resto do lugar. Dependendo do material que foi feito, pode proporcionar sofisticação, simplicidade ou brutalidade onde foi colocado. Além de poder ser feito por vários materiais, é comum encontrar bombonieres de diversas cores, tamanhos e formas, agregando um leque de diversidades e opções. 

### Tipos
Bombonieres de cristal trazem a sensação de luxo e elegância, normalmente usados para enfeitar ambientes requintados. O cristal costuma ser feito com um design muito bem trabalhado e proporciona brilho e iluminação para o local escolhido. Esse tipo de bomboniere também pode ser comprado para dar de presente em casamentos ou chás de cozinha, por ser uma peça de luxo e que destaca em decorações.
Bombonieres de vidro podem ser usados como os cristais, mas em sua maioria possui menos luxo. Costuma ser menos rico em detalhes, mas também proporciona iluminação para onde for colocado. Bombonieres de madeira costumam ser encontrados em cozinhas compondo decorações ou em ambientes mais rústicos, como outros cômodos de uma casa ou restaurantes tematizados. Encontra-se também com desenhos trabalhados na madeira, o que permite que ele seja uma peça mais sofisticada para decoração de espaços diversos.
Bombonieres de plástico são os mais simples e menos usado para decorações. Seu papel, em sua maioria, é guardar alimentos ou coisas pequenas nos estabelecimentos ou nas casas. Mesmo que esse tipo de bomboniere não seja recomendado para objeto de decoração, algumas pessoas enfeitam o pote de diversas maneiras para essa finalidade, deixando a peça artesanal e personalizada. Os bombonieres de plástico são interessantes para ambientes com crianças, pelo risco de cortes.